# Adaptacja (socjologia)
Adaptacja (łac. adaptatio – przystosowanie) – przystosowanie się jednostki społecznej, instytucji lub grupy do nowych warunków społecznych i kulturowych.

## Typologia sposobów adaptacji wedługMertona[1]
- konformizm - typ zachowania jednostki polegający na całkowitej akceptacji zarówno społecznie określonych celów kulturowych, jak i zinstytucjonalizowanych środków ich osiągania
- innowacja - jednostka odrzuca instytucjonalne środki i drogi osiągania w pełni akceptowanych celów kulturowych, wynajdując nowe sposoby ich osiągania i realizacji
- rytualizm - odrzucenie przez jednostkę istniejących celów kulturowych, przy pełnej akceptacji wszelkich norm instytucjonalnych i rutynowych sposobów działania społecznego
- wycofanie - odrzucenie lub rezygnacja z realizacji kulturowo wyznaczonych celów i ze społecznego działania
- bunt - charakteryzuje jednostki, które odrzucają panujące wartości oraz cele i metody ich osiągania oraz pragną zastąpić je nowymi wartościami i środkami.